# Langes Luch (Dolgensee)
Das Lange Luch ist ein Meliorationsgraben und Zufluss des Dolgensees auf der Gemarkung der Gemeinde Heidesee im Landkreis Dahme-Spreewald in Brandenburg. Der Kanal tritt am nordöstlichen Ufer des Frauensees aus, ist jedoch unweit des Sees zugeschüttet. Danach verläuft das Lange Luch in nordwestlicher Richtung und dort östlich des Wohnplatzes Forsthaus Frauensee. Anschließend schwenkt er in nördliche Richtung und unterquert östlich von Gräbendorf die Bundesstraße 246. Südlich des Wohnplatzes Siedlung am Dolgenhorst fließt er in nordöstlicher Richtung und entwässert schließlich am Südufer in den Dolgensee.